# Kasteel van Halloy
Het kasteel van Halloy (Château de Halloy, Hallois, of Aloÿ en Condros) is een kasteel in het gehucht Halloy, bij de Belgische stad Ciney.
Het kasteel ligt in het glooiende landschap, langs de Bocq. Het kasteel bevindt zich op een locatie waar reeds in de Romeinse tijd gebouwd werd; er zijn Gallo-Romeinse fundamenten gelokaliseerd. In Halloy zijn reeds meerdere Romeinse artefacten gevonden.
Er zijn meerdere kastelen op de locatie gebouwd. In de middeleeuwen was Halloy een belangrijke vestigingsplaats in de Condroz. Het kasteel was een van de verblijfplaatsen van de prins-bisschoppen van Luik. Prins-bisschop Diederik van Beieren verbleef er van 1048 tot 1075. In 1275 is het kasteel eigendom van de groot-baljuw van de Condroz, Jean de Hallois. Deze Jan van Hallois was bekend van de 13e-eeuwse Guerre de la Vache, waarin hij een significante rol speelde. Bij het begin van de 14e eeuw is het kasteel eigendom van Jean le Borgne de Halloy, heer van het naastliggende château Mouffrin. In de 19e eeuw is het kasteel de woonplaats van de geoloog en politicus Jean Baptiste d'Omalius d'Halloy.
Het kasteel werd op 23 oktober 1989 door het Waals Gewest geklasseerd als monument van onroerend erfgoed. Op 4 augustus 1992 werd dit uitgebreid tot het hele domein.